# Polypodium fayorum
Polypodium fayorum là một loài dương xỉ trong họ Polypodiaceae. Loài này được R.C. Moran & B. Øllg. mô tả khoa học đầu tiên năm 1998.